# Scorzonerinae
Scorzonerinae es una subtribu de la tribu Cichorieae de plantas con flores perteneciente a la familia Asteraceae, subfamilia Cichorioideae.

## Géneros
Los estudios moleculares sobre la subtribu Scorzonerinae han permitido identificar 10 clados que corresponden a los géneros siguientes:
- Epilasia (Bunge) Benth.
- Geropogon L.
- Koelpinia Pall.
- Lasiospora Cass.
- Podospermum DC.
- Pterachaenia (Benth.) Lipsch.
- Scorzonera L.
- Takhtaianiantha Nazarova
- Tourneuxia Coss.
- Tragopogon L.

Sin embargo, y a la espera de estudios adicionales, sobre todo por los géneros Scorzonera y Tragopogon, diversos autores prefieren limitar la subtribu a los géneros indiscutibles e indiscutidos, excluyendo, entre otros, los ya segregados del taxón polifilético Scorzonera sensu lato.